# Icare (manga)
Pour les articles homonymes, voir Icare (homonymie).
Icare est un manga dont le dessinateur est Jirô Taniguchi, et le scénariste Moebius.

## Projet
Le scénario original fut écrit par Moebius et Jean Annestay, pour un manga qui devait dépasser les quinze volumes. Le rédacteur en chef de la revue Kōdansha accepta le projet mais réduisit (avec l'aide de Taniguchi) beaucoup le scénario, le remaniant très fortement (changement des caractères et de la société imaginé par Moebius ; forte diminution du thème de la sexualité, etc). Icare apparait d'abord au Japon dans une revue, puis fut publié au Japon en 2000. Icare fut ensuite publié en Italie, puis en France (2005) chez Kana. Il est composé d'un unique tome de 280 pages.

## Synopsis
Dans une société futuriste, l'armée a modifié le génome d'être humain, créant ainsi des mutants, certains ont la faculté de se faire exploser. Quant à notre héros, il lévite à sa naissance. L'armée le sépare alors de sa mère, l'enrôle dans un projet top secret et le baptise Icare. On le suit 20 ans plus tard, enfermé dans un laboratoire de l'armée où ses facultés sont testées. On découvre qu'une des scientifiques, Yukyko est très proche de lui et qu'Icare l'aime également.